# Gruppo di NGC 2655
Il Gruppo di NGC 2655 comprende almeno sette galassie situate nella costellazione della Giraffa.

## Descrizione
La distanza media tra il centro di massa di questo gruppo e la nostra Via Lattea è di circa 67 milioni di anni luce (20,5 Mpc).

## Membri
Nella tabella sottostante sono riportati i membri del gruppo indicati da Garcia nel suo articolo del 1993.
Cinque di queste galassie sono indicate anche nel sito Un Atlas de L'univers di Richard Powell.
| Nome     | Classificazione | Tipologia           | RA (J2000.0)  | DEC (J2000.0) | Velocità radiale (km/s) | Magnitudine apparente | Distanza di Hubble | Dimensioni (kal) |
| -------- | --------------- | ------------------- | ------------- | ------------- | ----------------------- | --------------------- | ------------------ | ---------------- |
| NGC 2655 | SAB(s)0/a       | Lenticolare         | 08h 55m 37.7s | 78° 13′ 23″   | 1400 ± 1                | 10,1                  | 20,9 ± 1,5         | 150              |
| NGC 2591 | Scd?            | Spirale             | 08h 37m 25.5s | 78° 01′ 35″   | 1330 ± 4                | 12,2                  | 19,8 ± 1,4         | 62               |
| NGC 2715 | SAB(rs)c        | Spirale intermedia  | 09h 08m 06.2s | 78° 05′ 07″   | 1323 ± 1                | 11,2                  | 19,8 ± 1,4         | 96               |
| NGC 2748 | SAbc            | Spirale             | 09h 13m 43.0s | 76° 28′ 31″   | 1476 ± 2                | 11,7                  | 22,2 ± 1,4         | 58               |
| UGC 4466 | Sm?             | Spirale magellanica | 08h 36m 54.1s | 77° 49′ 58″   | 1424 ± 5                | 17,9 ± 0,35           | 21,3 ± 1,5         | 37               |
| UGC 4701 | Sd?             | Spirale             | 09h 02m 01.0s | 78° 16′ 39″   | 1384 ± 4                | 14,64                 | 20,7 ± 1,5         | 78               |
| UGC 4714 | SABb            | Spirale intermedia  | 09h 03m 15.1s | 78° 43′ 47″   | 1243 ± 1                | 13,57                 | 18,6 ± 1,3         | 31               |

Il sito DeepskyLog permette di trovare agevolmente le costellazioni in cui sono situate le galassie; in alternativa si possono utilizzare le coordinate delle galassie per individuarle. Se non altrimenti indicato, le coordinate sono quelle fornite dal sito NASA/IPAC (National Aeronautics and Space Administration / Infrared Processing and Analysis Center).